# ジャメル・ベルマディ
ジャメル・ベルマディ（جمال بلماضي, Djamel Belmadi、1976年3月25日 - ）は、フランス共和国ヴァル＝ド＝マルヌ県・シャンピニー＝シュル＝マルヌ出身のサッカー選手、サッカー指導者。現在はサッカーアルジェリア代表の監督を務めている。

## 選手経歴
- パリ・サンジェルマンFC 1992-1996
- FCマルティーグ 1996-1997
- オリンピック・マルセイユ 1997-1998
- ASカンヌ 1998-1999

→  セルタ・デ・ビーゴ 1999-2000 (loan)
- オリンピック・マルセイユ 2000-2003

→  マンチェスター・シティFC 2003 (loan)
- アル・ガラファ 2003-2004
- アル・ハリティヤットSC（英語版） 2004-2005
- サウサンプトンFC 2005-2007
- ヴァランシエンヌFC 2007-2009

## 指導経歴
- レフウィヤSC: 監督 2010-2012
- カタールB代表 2013-2014
- カタール代表 2014-2015
- レフウィヤSC 2015-2018
- アルジェリア代表 2018-2024

## タイトル
監督
- レフウィヤSC

カタール・スターズリーグ (1):2010/11
- カタールB代表

西アジアサッカー選手権2014
- カタール代表

ガルフカップ2014